# Jack și dragonul pârțâit
Jack și dragonul pârțâit este al douăzeci și unulea episod al serialului de desene animate Samurai Jack.

## Subiect
Jack ajunge într-un sat învăluit într-o duhoare pestilențială misterioasă, căreia locuitorii abia îi mai fac față. De la cioara vorbitoare a unui negustor află că mirosul vine de la un dragon aflat în vârful muntelui dinspre est. Jack escaladează muntele și găsește dragonul, care din când în când trăgea câte un pârț imens care se împrăștia apoi deasupra satului, terorizând oamenii. Dragonul îl roagă să-l scape de suferință, intrând în burta lui pentru a descoperi cauza problemei.
Jack intră în burta dragonului,trece pe lângă tot felul de ciudățenii și în cele din urmă găsește un ou crăpat la vârf, din interiorul căruia un pui de dragon sufla foc pe nări din când în când, iar focul încălzea o bășică puturoasă care împroșca apoi pârțul. Jack desprinde oul din lăcașul lui și cu oul în spate este proiectat afară din dragon de ultimul pârț.
Sătenii îi sunt recunoscători și nu mai pot de fericire, cu toate că puiul de dragon le incendiază casele fâțâindu-se de colo-colo.